# Castra rubra

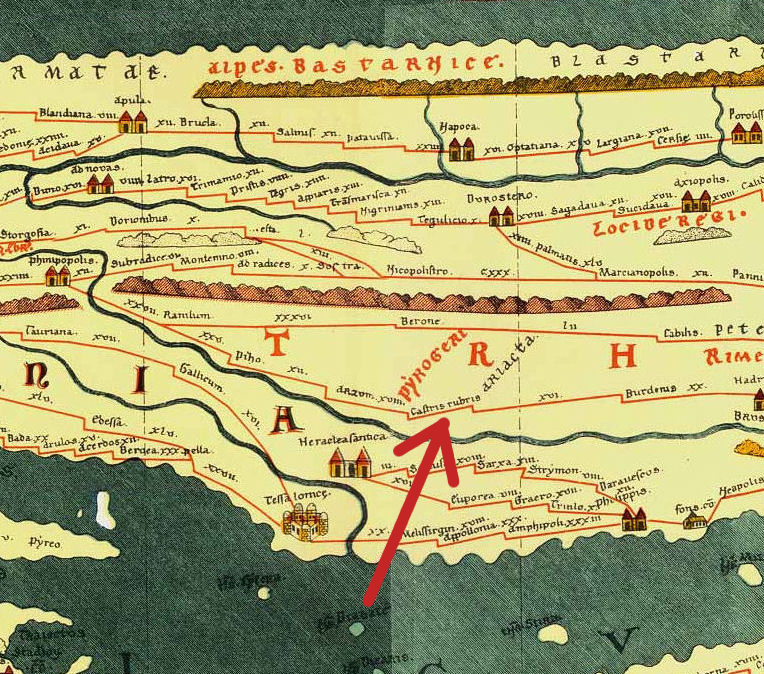
Castra rubra = Castris rubris auf der Tabula Peutingeriana (ca. 475) (Kartenausschnitt aus der Gesamtkarte)

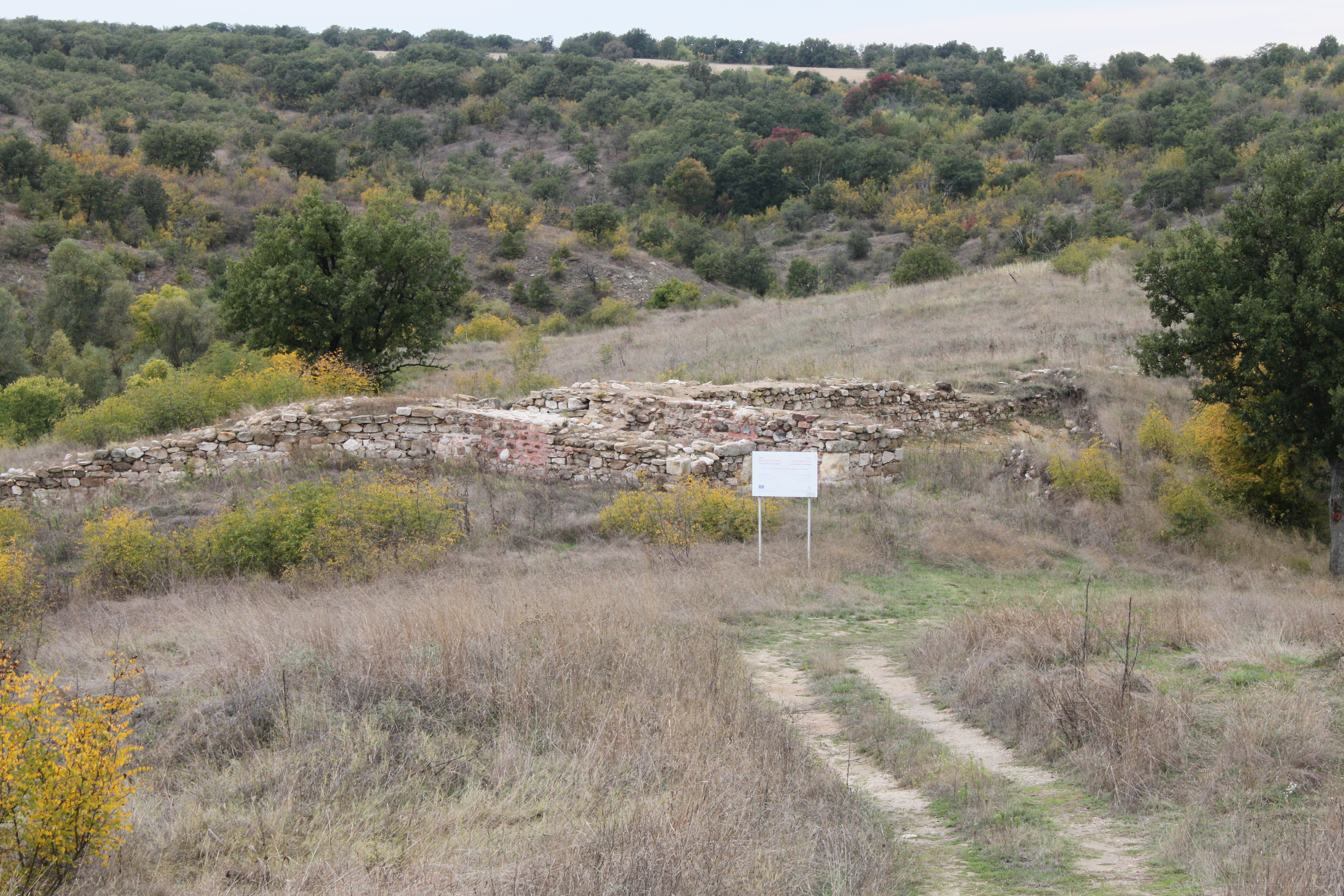
Ruinen von Castra rubra

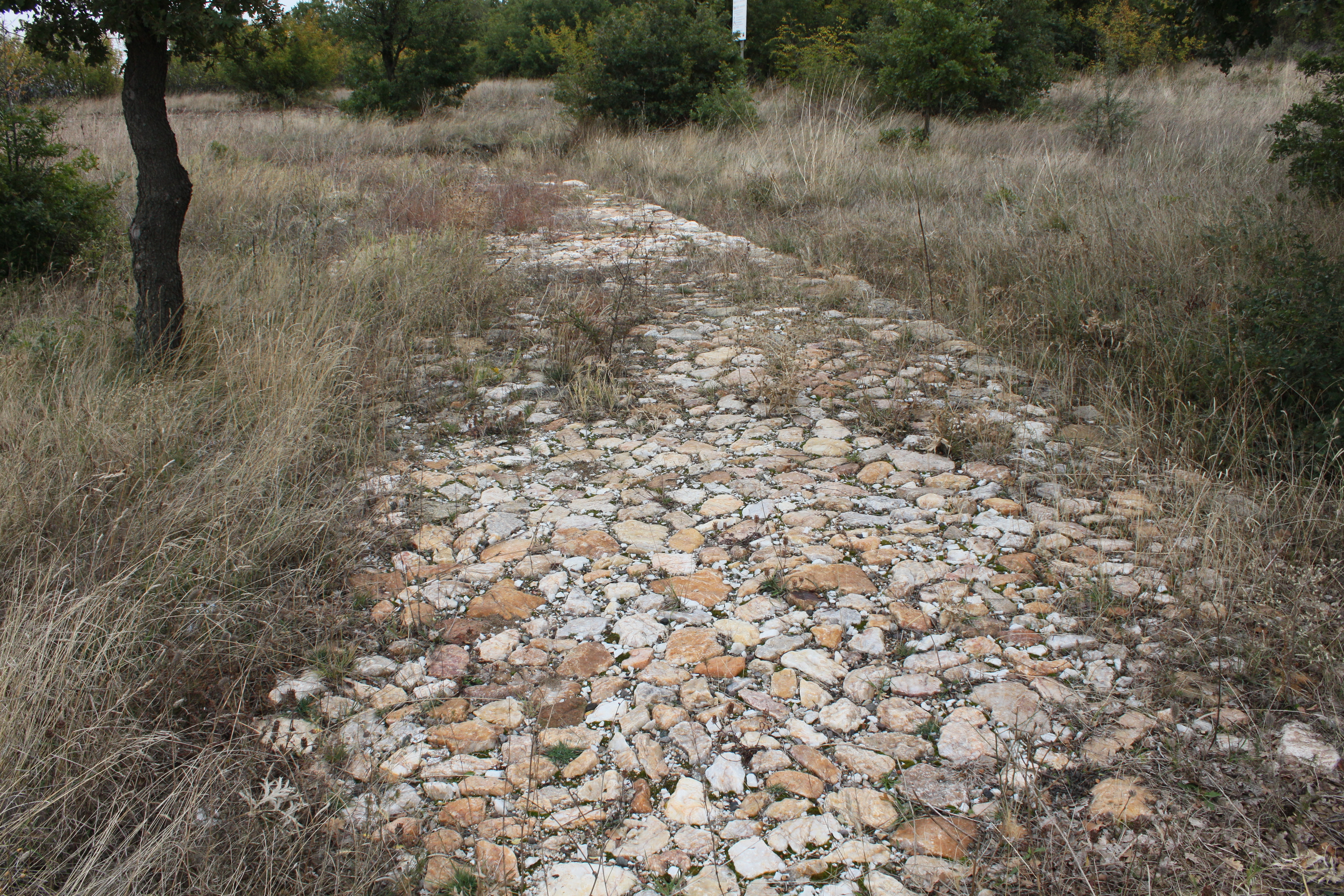
Freigelegter Teil der Via diagonalis bei Castra rubra

Castra rubra (lateinisch für Rotes Lager) war zunächst ein römisches Militärlager (lateinisch castrum; Plural und bei Eigennamen: castra) an der Via Militaris, das im 2. Jahrhundert n. Chr. errichtet wurde. In der Frühzeit des Byzantinischen Reiches entwickelte sich der Ort zu einer Siedlung mit Festung und Wegestation.
Die Ruinen von Castra rubra liegen im Südosten Bulgariens, etwa 8 km nordöstlich der Stadt Charmanli in der Flur des Dorfes Izvorovo in der Oblast Chaskowo.
Erbaut wurde Castra rubra als mutatio (Wegstation), wo die römische Staatspost (cursus publicus) ihre Pferde wechselte. Castra rubra hat Gebäude für eine kleine Garnison, die die strategisch wichtige Via Militaris schützte. Weiterhin gab es eine Herberge für die Reisenden, einen Laden und weitere noch nicht erforschte Gebäude. Etwa alle 25 Römische Meilen (25 × 1,48 km = 37 km) gab es solche Militärlager entlang der Via Militaris. Die benachbarte mansio war das noch nicht lokalisierte Pale, westlich von Charmanli, wahrscheinlich zwischen den Dörfern Owtscharowo und Tjanewo gelegen.
Aus den Hinterlassenschaften des Ortes lässt sich schließen, dass der Ort lange Zeit besiedelt war, wahrscheinlich seit dem frühen Mittelalter. Unter anderem gibt es Spuren einer kleinen Kolonnade.
In der Frühzeit des Byzantinischen Reiches war der Ort eine Siedlung mit einer Festung und einer Wegestation. Die Festung Castra rubra wurde zweimal eingenommen, das letzte Mal von Khan Krum.
Aus der Zeit von Kaiser Maurikios (539–602) und Kaiser Herakleios (575–641) wurden in Castra rubra Inschriften, Werkzeuge, Schmuck und sieben Goldmünzen gefunden, die im Historischen Museum von Charmanli ausgestellt sind.
Castra rubra ist wenig erforscht und relativ unbekannt in Bulgarien. Im Rahmen des PHARE-Programms der EU soll die Festung restauriert werden.
Neben Castra rubra (800 m weiter östlich; 41° 55′ 53″ N, 26° 6′ 6″ O) wurde ein kurzes (10 bis 20 m langes), sehr gut erhaltenes Stück der Via Militaris freigelegt. In der Gemeinde Charmanli sind weitere relativ gut erhaltene Abschnitte der Via Militaris bei den Dörfern Braniza (bulg. Браница) und Owtscharowo (bulg. Овчарово) zu finden.
Die Allgemeine Encyclopädie der Wissenschaften und Künste vom Brockhaus-Verlag schrieb 1885 zum Stichwort Castra rubra:
„Eine Nachtstation im Inneren von Thrakien, da, wo das Itinerarium Antonini Subzupara hat, 20 Meilen von Burdipla [= Burdista]. Das Itinerarium Burdigalense hat dafür Castra Zobra [= mansio Castozobra], 18 Meilen von Burdipla.“

## Aktuelle Situation
Die bulgarische Regierung hat mit Griechenland das Tourismusprojekt Via Diagonalis beschlossen, mit dessen Realisierung im Jahr 2008 begonnen wurde.
Das Projekt umfasst im bulgarischen Teil:
- Ausgrabungen in der römisch-byzantinischen Festung Castra Rubra
- Bauliche Rekonstruktion eines kurzen Abschnitts der Römerstraße Via Diagonalis
- Ausbau und Verbesserung der Infrastruktur am Chuchul-Stein (einem Kultstein) im Dorf Owtscharowo
- Beräumung und Bau eines Weges zu den thrakischen Dolmen im Dorf Tscherepowo
- Gestaltung von Exkursionswegen entlang der touristischen Hauptstraße zu den Standorten sowie Bau von Parkplätzen und Infotafeln
- Bau einer Touristeninformation in Isworowo

Die Ausgrabungen in Castra Rubra werden unter der Leitung von Professor Boris Borissow vorgenommen. Sie erbrachten bisher folgende Ergebnisse:

„Die Festungsmauern umschließen eine Fläche von etwa 11.000 m², die Steine wurden mit einem speziellen Mörtel (mit zerkleinertem Gestein und Beimischungen von zerstoßenen Ziegelsteinen) vermauert. Während der Ausgrabung wurde festgestellt, dass an jeder Ecke der Festung ein Turm mit rechteckigem Grundriss stand. Der Zugang in die Festung wurde durch einen mächtigen viereckigen Turm geschützt. Beim Bau der Gebäude wurden große steinerne Blöcke, von denen einige mehr als 1,30 m Länge aufwiesen, verwendet. Der Torturm hatte zwei Tore – ein inneres und ein äußeres Tor. Beide wurden mit je zwei Flügeltüren verschlossen, die zugehörigen Angelsteine wurden gefunden, viele sind gut erhalten … Während der archäologischen Forschung hat man herausgefunden, dass die Festung am Ende des 5. Jahrhunderts während der Regierungszeit von Kaiser Anastasius (491–518) oder zu Beginn des 6. Jahrhunderts während der Herrschaft von Justinian dem Großen erbaut wurde. Die Festung bestand bis zum Anfang des 7. Jahrhunderts, bis sie während der Einfälle der Slawen und Awaren einem Brand zum Opfer fiel. Davon zeugt eine dicke Schicht mit Ruß und verkohlten Teilen und ebenso der entdeckte Schatz mit Goldmünzen der byzantinischen Kaiser Maurikios (582–602) und Herakleios (610–641). Die Münzen des letzteren wurden in der Zeit von 616 bis 625 herausgegeben, was davon zeugt, dass die Festung am wahrscheinlichsten in der zweiten Hälfte der 20er Jahre des 7. Jahrhunderts zerstört wurde. Bald darauf wurde die Festung wiederhergestellt und die Fugen zwischen den Steinen wurden sorgfältig mit rotem Mörtel verstrichen, auf dem einige geritzte Inschriften (Graffito) gefunden wurden. In dieser Form existierte die Festung bis zum Anfang des 9. Jahrhunderts, als sie während der Feldzüge des bulgarischen Khan Krum gegen Byzanz zerstört wurde und wie viele byzantinische Festungen ihren Untergang fand. Es folgte eine erneute, diesmal letzte, Brandschatzung der Festung, wovon eine weitere Brandschicht und Münzen von Nikephoros I. (801–811) zeugen. Etwas später wurde der Ort von Bulgaren bewohnt, die Festung wurde jedoch nicht wiederhergestellt.“